# Мађарска на Светском првенству у атлетици на отвореном 2023.
Мађарска је учествовала на 19. Светском првенству у атлетици на отвореном 2023. одржаном у Будимпешти од 19. до 27. августа деветнаести пут, односно, учествовала је на свим првенствима до данас. Репрезентацију Мађарске представљао је 57 учесника (27 мушкараца и 30 жена) који су се такмичли у 44 дисциплине (21 мушка, 22 женске и 1 мешовита). , 
На овом првенству Мађарска је по броју освојених медаља делила 39. место са 1 освојеном медаљом (бронза).. У табели успешности према броју и пласману такмичара који су учествовали у финалним такмичењима (првих 8 такмичара) Мађарска је са 2 учесника у финалу заузела 36. место са 11 бодова. 
| Плас. | Земља    | 1. место | 2. место | 3. место | 4. место | 5. место | 6. место | 7. место | 8. место | Бр. финал. | Бод. |
| ----- | -------- | -------- | -------- | -------- | -------- | -------- | -------- | -------- | -------- | ---------- | ---- |
| 36.   | Мађарска | 0        | 0        | 1        | 1        | 0        | 0        | 0        | 0        | 2          | 11   |

## Учесници
| Мушкарци: - Бенце Борос — 100 м, 4х100 м - Золтан Вахл — 200 м, 4х400 м, 4х400 м (м+ж) - Атила Молнар — 400 м, 4х400 м, 4х400 м (м+ж) - Балаж Виндич — 800 м - Данијел Халер — 800 м - Иштван Сеги — 1.500 м - Ференц Шома Ковач — 5.000 м - Levente Szemerei — Маратон - Балинт Селеш — 110 м препоне - Арпад Баноци — 400 м препоне - Иштван Палкович — 3.000 м препреке - Доминик Иловски — 4х100 м - Данијел Сабо — 4х100 м - Марк Пап — 4х100 м - Ерне Стеигервалд — 4х400 м - Арпад Ковач — 4х400 м - Мате Хелебрант — Ходање 20 км - Бенце Вениерчан — Ходање 35 км - Гергељ Терек — Скок увис - Матиас Немет — Скок удаљ - Данијел Шендерфи — Троскок - Балаж Тот — Бацање кугле - Роберт Шиксзај — Бацање диска - Бенце Халаш — Бацање кладива - Данијел Раба — Бацање кладива - Донат Варга — Бацање кладива - Ђерђи Херсег — Бацање копља | Жене: - Богларка Такач — 100 м, 200 м, 4х100 м - Алекса Суљан — 200 м - Фани Рапаи — 400 м, 4х400 м - Бјанка Кери — 800 м, 4х400 м, 4х400 м (м+ж) - Лили Ана Виндич-Тот — 1.500 м - Викторија Вагнер-Ђуркес — 5.000 м - Нора Сабо — Маратон - Каталин Ковач-Гарами — Маратон - Луца Козак — 100 м препоне - Ана Тот — 100 м препоне - Грета Керекеш — 100 м препоне, 4х100 м - Јанка Молнар — 400 м препоне, 4х400 м, 4х400 м (м+ж) - Јустина Чоти — 4х100 м - Ана Лука Кочиш — 4х100 м - Евелин Надхази — 4х400 м - Барбара Олах — Ходање 20 км - Викторија Мадарас — Ходање 20 км, Ходање 35 км - Рита Речеи — Ходање 35 км - Федра Фекете — Скок увис - Ханга Клекнер — Скок мотком - Петра Банхиди-Фаркаш — Скок удаљ - Дајана Лести — Скок удаљ - Беатрикс Сабо — Троскок - Анита Мартон — Бацање кугле - Дора Керекеш — Бацање диска - Река Ђурац — Бацање кладива - Река Силађи — Бацање копља - Ангела Моравчик — Бацање копља - Ксенија Крижан — Седмобој - Рита Немеш — Седмобој |

## Освајачи медаља (1)

### Бронза (1)
- Бенце Халаш — Бацање кладива

## Резултати

### Мушкарци
| Атлетичар                                             | Дисциплина       | Лични рекорд | Предтакмичење    | Предтакмичење | Квалификације         | Квалификације         | Полуфинале            | Полуфинале            | Финале                | Финале       | Детаљи |
| Атлетичар                                             | Дисциплина       | Лични рекорд | Резултат         | Место         | Резултат              | Место                 | Резултат              | Место                 | Резултат              | Место        | Детаљи |
| ----------------------------------------------------- | ---------------- | ------------ | ---------------- | ------------- | --------------------- | --------------------- | --------------------- | --------------------- | --------------------- | ------------ | ------ |
| Бенце Борос                                           | 100 м            | 10,40        | 10,70            | 2. у гр. 1    | 10,70                 | 8. у гр. 4            | Нису се квалификовали | Нису се квалификовали | Нису се квалификовали | 48 / 71 (75) |        |
| Золтан Вахл                                           | 200 м            | 20,92        |                  |               | 20,90(.894) ЛР        | 5. у гр. 4            | Нису се квалификовали | Нису се квалификовали | Нису се квалификовали | 40 / 54 (57) |        |
| Атила Молнар                                          | 400 м            | 44,98        | 44,84 КВ, НР, ЛР | 3. у гр. 1    | 45,02                 | 6. у гр. 1            | Није се квалификовао  | 12 / 41 (45)          |                       |              |        |
| Балаж Виндич                                          | 800 м            | 1:45,91      | 1:47,18          | 5. у гр. 7    | Нису се квалификовали | Нису се квалификовали | Нису се квалификовали | 34 / 60 (61)          |                       |              |        |
| Данијел Халер                                         | 800 м            | 1:45,53      | 1:47,41          | 6. у гр. 2    | Нису се квалификовали | Нису се квалификовали | Нису се квалификовали | 35 / 60 (61)          |                       |              |        |
| Иштван Сеги                                           | 1.500 м          | 3:36,63      | 3:37,57          | 11. у гр. 3   | Нису се квалификовали | Нису се квалификовали | Нису се квалификовали | 32 / 58               |                       |              |        |
| Ференц Шома Ковач                                     | 5.000 м          | 14:08,24     | 14:11,99 ЛРС     | 21. у гр. 2   |                       |                       | Није се квалификовао  | 41 / 43 (44)          |                       |              |        |
| Levente Szemerei                                      | Маратон          | 2:16:35      |                  |               |                       |                       | 2:17:20               | 40 / 60 (85)          |                       |              |        |
| Балинт Селеш                                          | 110 м препоне    | 13,58        | 13,77            | 8. у гр. 1    | Нису се квалификовали | Нису се квалификовали | Нису се квалификовали | 35 / 43 (45)          |                       |              |        |
| Арпад Баноци                                          | 400 м препоне    | 50,79        | 50,31 ЛР         | 8. у гр. 5    | Нису се квалификовали | Нису се квалификовали | Нису се квалификовали | 35 / 41 (43)          |                       |              |        |
| Иштван Палкович                                       | 3.000 м препреке | 8:22,13      | 8:29,37          | 7. у гр. 2    |                       |                       | Нису се квалификовали | 26 / 37               |                       |              |        |
| Доминик Иловски Бенце Борос Данијел Сабо Марк Пап     | 4 х 100 м        | 38,67 НР     | 39,55 НРС        | 6. у гр. 1    | 13 / 13 (16)          |                       | Нису се квалификовали |                       |                       |              |        |
| Ерне Стеигервалд Золтан Вахл Арпад Ковач Атила Молнар | 4 х 400 м        | 3:03,64 НР   | 3:02,65 НР       | 9. у гр. 1    | 16 / 17               |                       | Нису се квалификовали |                       |                       |              |        |
| Мате Хелебрант                                        | 20 км ходање     | 1:22:14      |                  |               |                       |                       | 1:21:16 ЛР            | 23 / 47 (50)          |                       |              |        |
| Бенце Вениерчан                                       | 35 км ходање     | 2:38:28      | 2:40:34          | 30 / 33 (49)  |                       |                       |                       |                       |                       |              |        |
| Гергељ Терек                                          | Скок увис        | 2,20         | 2,14             | 16. у гр. А   |                       |                       | Нису се квалификовали | 32 / 35 (36)          |                       |              |        |
| Матиас Немет                                          | Скок удаљ        | 7,79         | 7,79 =ЛР         | 10. у гр. А   | 19 / 37 (39)          |                       | Нису се квалификовали |                       |                       |              |        |
| Данијел Шендерфи                                      | Троскок          | 15,83        | 15,38            | 18. у гр. Б   | 30 / 31 (37)          |                       | Нису се квалификовали |                       |                       |              |        |
| Балаж Тот                                             | Бацање кугле     | 18,87        | 17,37            | 19. у гр. А   | 35 / 35 (37)          |                       | Нису се квалификовали |                       |                       |              |        |
| Роберт Шиксзај                                        | Бацање диска     | 66,93        | 60,64            | 14. у гр. Б   | 30 / 35               |                       | Нису се квалификовали |                       |                       |              |        |
| Бенце Халаш                                           | Бацање кладива   | 80,92        | 78,13 КВ         | 2. у гр. А    | 80,82 ЛРС             |                       |                       |                       |                       |              |        |
| Данијел Раба                                          | Бацање кладива   | 76,83        | 73,17 ЛРС        | 8. у гр. Б    | Нису се квалификовали | 15 / 33 (35)          |                       |                       |                       |              |        |
| Донат Варга                                           | Бацање кладива   | 75,26        | 72,02            | 15. у гр. Б   | Нису се квалификовали | 25 / 33 (35)          |                       |                       |                       |              |        |
| Ђерђи Херсег                                          | Бацање копља     | 84,98 НР     | 76,18            | 13. у гр. Б   | Нису се квалификовали | 23 / 34 (37)          |                       |                       |                       |              |        |

### Жене
| Атлетичарка                                              | Дисциплина     | Лични рекорд | Квалификације       | Квалификације | Полуфинале            | Полуфинале            | Финале                | Финале       | Детаљи |
| Атлетичарка                                              | Дисциплина     | Лични рекорд | Резултат            | Место         | Резултат              | Место                 | Резултат              | Место        | Детаљи |
| -------------------------------------------------------- | -------------- | ------------ | ------------------- | ------------- | --------------------- | --------------------- | --------------------- | ------------ | ------ |
| Богларка Такач                                           | 100 м          | 11,14 НР     | 11,18(.177) КВ      | 3. у гр. 6    | 11,26(.258)           | 8. у гр. 2            | Није се квалификовала | 23 / 54 (56) |        |
| Богларка Такач                                           | 200 м          | 22,77 НР     | 23,24               | 4. у гр. 5    | Нису се квалификовале | Нису се квалификовале | Нису се квалификовале | 29 / 44 (45) |        |
| Алекса Суљан                                             | 200 м          | 23,12        | 23,47               | 6. у гр. 3    | Нису се квалификовале | Нису се квалификовале | Нису се квалификовале | 35 / 44 (45) |        |
| Фани Рапаи                                               | 400 м          | 53,32        | 52,73               | 7. у гр. 4    | Нису се квалификовале | Нису се квалификовале | Нису се квалификовале | 40 / 48      |        |
| Бјанка Кери                                              | 800 м          | 1:59,80      | 2:00,20 кв          | 4. у гр. 5    | 2:01,68               | 8. у гр. 2            | Није се квалификовала | 23 / 56      |        |
| Лили Ана Виндич-Тот                                      | 1.500 м        | 4:11,08      | 4:11,08 =ЛР         | 13. у гр. 2   | Није се квалификовала | Није се квалификовала | Није се квалификовала | 49 / 55 (56) |        |
| Викторија Вагнер-Ђуркес                                  | 5.000 м        | 15:14,24     | 15:29,42            | 16. у гр. 1   |                       |                       | Није се квалификовала | 30 / 38 (40) |        |
| Нора Сабо                                                | Маратон        | 2:28:25 НР   |                     |               |                       |                       | 2:33:28               | 24 / 65 (78) |        |
| Каталин Ковач-Гарами                                     | Маратон        | 2:40:01      | 2:44:02             | 57 / 65 (78)  |                       |                       |                       |              |        |
| Луца Козак                                               | 100 м препоне  | 12,69 НР     | 12,71(.710) КВ, ЛРС | 3. у гр. 2    | 12,73                 | 4. у гр. 2            | Није се квалификовала | 13 / 43      |        |
| Ана Тот                                                  | 100 м препоне  | 12,84        | 12,95               | 6. у гр. 3    | Нису се квалификовале | Нису се квалификовале | Нису се квалификовале | 27 / 43      |        |
| Грета Керекеш                                            | 100 м препоне  | 12,92        | 13,09               | 7. у гр. 1    | Нису се квалификовале | Нису се квалификовале | Нису се квалификовале | 32 / 43      |        |
| Јанка Молнар                                             | 400 м препоне  | 56,03        | 56,21               | 7. у гр. 1    | Нису се квалификовале | Нису се квалификовале | Нису се квалификовале | 30 / 41      |        |
| Грета Керекеш Јустина Чоти Богларка Такач Ана Лука Кочиш | 4 х 100 м      | 43,49 НР     | 43,38 НР            | 7. у гр. 2    |                       |                       | Нису се квалификовале | 14 / 15 (17) |        |
| Евелин Надхази Бјанка Кери Фани Рапаи Јанка Молнар       | 4 х 400 м      | 3:27,90 НР   | 3:27,79 НР          | 5. у гр. 2    | 11 / 15 (17)          |                       | Нису се квалификовале |              |        |
| Барбара Олах                                             | 20 км ходање   | 1:31:48      |                     |               |                       |                       | 1:35:55               | 33 / 40 (48) |        |
| Викторија Мадарас                                        | 20 км ходање   | 1:30:05 НР   | 1:36:13             | 34 / 40 (48)  |                       |                       |                       |              |        |
| Викторија Мадарас                                        | 35 км ходање   | 2:49:58 НР   | 2:53:30 ЛРС         | 16 / 36 (47)  |                       |                       |                       |              |        |
| Рита Речеи                                               | 35 км ходање   | 2:57:42      | 2:59:37             | 22 / 36 (47)  |                       |                       |                       |              |        |
| Федра Фекете                                             | Скок увис      | 1,87         | 1,80                | 15. у гр. А   |                       |                       | Нису се квалификовале | 33 / 34 (35) |        |
| Ханга Клекнер                                            | Скок мотком    | 4,46         | 4,50 ЛР             | 8. у гр. Б    | 18 / 28 (30)          |                       | Нису се квалификовале |              |        |
| Петра Банхиди-Фаркаш                                     | Скок удаљ      | 6,77         | 6,37                | 11. у гр. А   | 27 / 34 (36)          |                       | Нису се квалификовале |              |        |
| Дајана Лести                                             | Скок удаљ      | 6,75         | 6,25                | 18. у гр. Б   | 31 / 34 (36)          |                       | Нису се квалификовале |              |        |
| Беатрикс Сабо                                            | Троскок        | 13,02        | 12,79               | 18. у гр. Б   | 36 / 36               |                       | Нису се квалификовале |              |        |
| Анита Мартон                                             | Бацање кугле   | 18,63        | 17,85               | 10. у гр. А   | 20 / 34 (35)          |                       | Нису се квалификовале |              |        |
| Дора Керекеш                                             | Бацање диска   | 57,42        | 54,41               | 18. у гр. А   | 34 / 37               |                       | Нису се квалификовале |              |        |
| Река Ђурац                                               | Бацање кладива | 72,70        | 66,81               | 17. у гр. Б   | 33 / 35 (36)          |                       | Нису се квалификовале |              |        |
| Река Силађи                                              | Бацање копља   | 62,45        | 56,21               | 12. у гр. А   | 20 / 34 (36)          | [ мртва веза ]        | Нису се квалификовале |              |        |
| Ангела Моравчик                                          | Бацање копља   | 60,54        | 55,10               | 11. у гр. Б   | 26 / 34 (36)          | [ мртва веза ]        | Нису се квалификовале |              |        |

#### Седмобој
| Дисциплина    | Ксенија Крижан | Ксенија Крижан | Ксенија Крижан | Ксенија Крижан | Ксенија Крижан | Ксенија Крижан |
| Дисциплина    | Лични рекорд   | Резултат       | Бод.           | Плас.          | Укупно         | Плас.          |
| ------------- | -------------- | -------------- | -------------- | -------------- | -------------- | -------------- |
| 100 м препоне | 13,31          | 13,48 ЛРС      | 1.053          | 9.             | 1.053          | 9.             |
| Скок увис     | 1,82           | 1,77 ЛРС       | 941            | 13.            | 1.994          | 10.            |
| Бацање кугле  | 14,48          | 14,18 ЛРС      | 806            | 9.             | 2.800          | 9.             |
| 200 м         | 24,32          | 25,16 ЛРС      | 872            | 17.            | 3.672          | 12.            |
| Скок удаљ     | 6,41           | 6,30 ЛРС       | 806            | 3.             | 4.615          | 8.             |
| Бацање копља  | 53,27          | 51,23 ЛРС      | 884            | 3.             | 5.499          | 7.             |
| 800 м         | 2:07,17        | 2:08,93 ЛРС    | 980            | 3.             | 6.479          | 4.             |
| Седмобој      | 6.651 НР       |                |                |                | 6.479 ЛРС      | 4 / 18 (23)    |

| Дисциплина    | Рита Немеш | Рита Немеш  | Рита Немеш | Рита Немеш | Рита Немеш | Рита Немеш   |
| Дисциплина    | Лич. рек.  | Резултат    | Бод.       | Плас.      | Укупно     | Плас.        |
| ------------- | ---------- | ----------- | ---------- | ---------- | ---------- | ------------ |
| 100 м препоне | 13,60      | 13,63       | 1.031      | 17.        | 1.031      | 17.          |
| Скок увис     | 1,81       | 1,77        | 941        | 12.        | 1.972      | 14.          |
| Бацање кугле  | 14,08      | 12,97       | 725        | 20.        | 2.697      | 17.          |
| 200 м         | 24,69      | 25,04(.036) | 883        | 16.        | 3.580      | 17.          |
| Скок удаљ     | 6,30       | 6,29        | 940        | 4.         | 4.520      | 12.          |
| Бацање копља  | 52,43      | 44,68 ЛРС   | 757        | 12.        | 5.277      | 11.          |
| 800 м         | 2:10,39    | 2:10,65     | 955        | 5.         | 6.232      | 10.          |
| Седмобој      | 6.222      |             |            |            | 6.232 ЛР   | 10 / 18 (23) |

### Мешовито
| Атлетичари                                                        | Дисциплина | Лични рекорд | Квалификације | Квалификације | Полуфинале | Полуфинале | Финале                | Финале       | Детаљи |
| Атлетичари                                                        | Дисциплина | Лични рекорд | Резултат      | Место         | Резултат   | Место      | Резултат              | Место        | Детаљи |
| ----------------------------------------------------------------- | ---------- | ------------ | ------------- | ------------- | ---------- | ---------- | --------------------- | ------------ | ------ |
| Атила Молнар (м) Бјанка Кери (ж) Золтан Вахл (м) Јанка Молнар (ж) | 4 х 400 м  | 3:17,42 НР   | 3:14,08 НР    | 5. у гр. 1    |            |            | Нису се квалификовали | 10 / 16 (17) |        |